# American-180
L'American-180 è un mitragliatore sviluppato nel 1960 dall'armaiolo Richard Casull.

## Tecnica
Il mitragliatore impiega munizioni del tipo .22 Long Rifle contenute in un caricatore a tamburo disposto orizzontalmente sulla canna. Il piccolo calibro permetteva di avere un rinculo molto basso e di conseguenza un'alta precisione, una buona forza di penetrazione e un alto volume di fuoco. È dotato sia di fuoco automatico che di modalità a colpo singolo. L'arma è realizzata con le impugnature e il calcio in legno, mentre i caricatori, che possono essere da 165, 220 o 275 colpi, sono in acciaio.
Alcuni esemplari sono stati modificati per supportare la cartuccia 0,22 ILARCO. Ciò ha incrementato il rateo di fuoco, che si è elevato da 1200 a 1500 colpi al minuto. Sono stati aggiunti anche mirini Laser Lok.
Fu costruita anche una versione semi-automatica denominata SAR 180/275 prodotta dalla E&L Manufacturing di Riddle, nell'Oregon.

## Impiego
L'American-180 è stato inizialmente prodotto su licenza dall'industria austriaca Voere, per poi essere costruito anche dall'Illinois Arms Company, Inc. e dalla American Arms International. Progettato inizialmente per i corpi di polizia, l'arma ebbe un notevole successo nell'ambito privato e fu adottato sia dallo Utah Department of Corrections che da svariate entità carcerarie americane.

## L'American-180 nella cultura di massa
- In ambito videoludico, l'American-180 compare nel videogioco Fallout: New Vegas (Dove viene denominata SMG calibro .22)[3].